# Villingen-Schwenningen
Villingen-Schwenningen är en stad i Schwarzwald-Baar-Kreis i regionen Schwarzwald-Baar-Heuberg i Regierungsbezirk Freiburg i förbundslandet Baden-Württemberg i Tyskland  med cirka 89 000 invånare. Staden är den största i Landkreisen Schwarzwald-Baar.

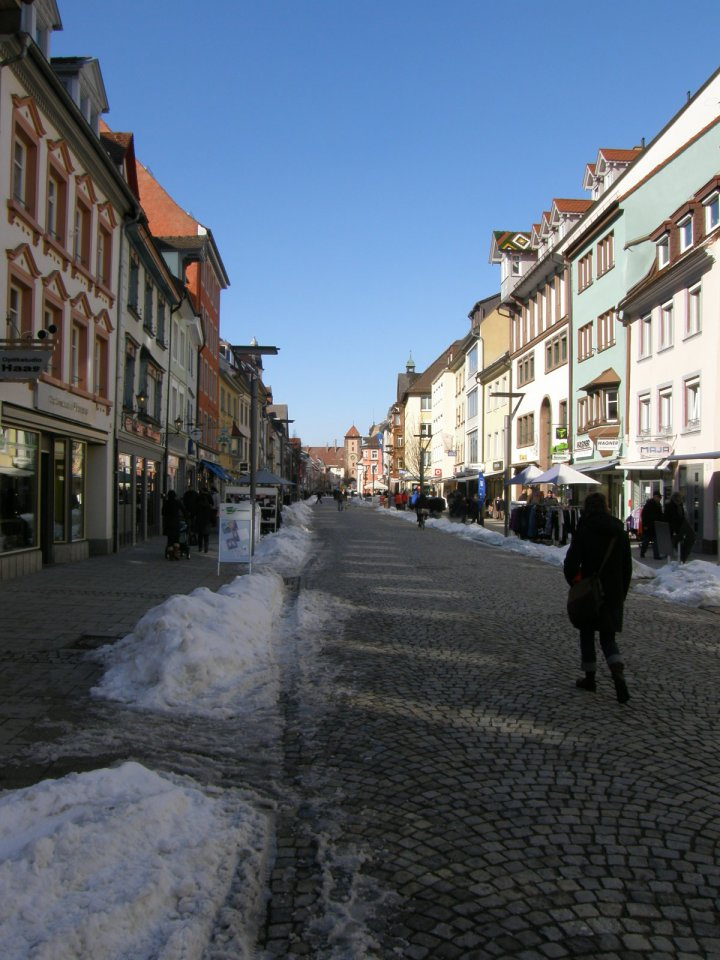
Innerstaden i Villingen

Staden ingår i kommunalförbundet Villingen-Schwenningen tillsammans med kommunerna Brigachtal, Dauchingen, Mönchweiler, Niedereschach, Tuningen och Unterkirnach.
Villingen-Schwenningen ligger vid östra kanten i landkreiset Schwarzwald vid floderna Brigach och Neckar.

## Historia
Under medeltiden tillhörde staden Österrike och under reformationen förblev staden katolsk. Villingen belägrades 1704 under det Spanska tronföljdskriget av den franska marskalken Tallard. Överste Von Wilstorff försvarade staden tappert och efter sex dagar gav Tallar upp.
Schwenningen förblev en by till mitten av 1800-talet. 1858 byggdes den första klockfabriken och därefter har urmakeri varit en viktig industri för staden.
Som en del av reformen i Baden-Württemberg 1972 slogs städerna Villingen och Schweeningen samman och flera närliggande byar uppgick i staden mellan 1972 och 1975. Men Villingen och Schweeningen är fortfarande två separata delar eftersom bland annat en platå ligger mellan dem.

## Kvarter
- Villingen
- Schwenningen
- Obereschach
- Weilersbach
- Weigheim
- Mühlhausen
- Marbach
- Rietheim
- Pfaffenweiler
- Herzogenweiler
- Tannheim

## Vänorter
- Terre Haute i USA
- Friedrichsthal i Tyskland
- Pontarlier i Frankrike
- La Valette-du-Var i Frankrike
- Savona i Italien
- Zittau i Tyskland
- Tula i Ryssland